# Arquidiócesis de Macasar
La arquidiócesis de Macasar (en latín: Archidioecesis Makassaren(sis) y en indonesio: Keuskupan Agung Makassar) es una circunscripción eclesiástica latina de la Iglesia católica en Indonesia, sede metropolitana de la provincia eclesiástica de Macasar. La arquidiócesis tiene al arzobispo Johannes Liku Ada' como su ordinario desde el 11 de noviembre de 1994. 

## Territorio y organización
La arquidiócesis tiene 101 644 km² y extiende su jurisdicción sobre los fieles católicos de rito latino residentes en las provincias de: Célebes Meridional, Célebes Occidental y Célebes Suroriental.
La sede de la arquidiócesis se encuentra en la ciudad de Macasar, en donde se halla la Catedral del Sagrado Corazón de Jesús.
En 2019 en la arquidiócesis existían 48 parroquias.
La arquidiócesis tiene como sufragáneas a las diócesis de: Amboina y Manado.

## Historia
La prefectura apostólica de Macasar fue erigida el 13 de abril de 1937 con la bula Catholicae fidei del papa Pío XI, obteniendo el territorio del vicariato apostólico de Célebes (hoy diócesis de Manado).
El 13 de mayo de 1948 la prefectura apostólica fue elevada a vicariato apostólico con la bula In Archipelagi del papa Pío XII.
El 3 de enero de 1961 el vicariato fue elevado al rango de arquidiócesis metropolitana con la bula Quod Christus del papa Juan XXIII.
El 22 de agosto de 1973 tomó el nombre de arquidiócesis de Ujung Pandang en virtud del decreto Cum propositum de la Congregación para la Evangelización de los Pueblos, pero el 15 de marzo de 2000 se restableció el nombre actual.
El 28 de marzo de 2021 un ataque terrorista golpeó la catedral. Una fuerte explosión se saldó con heridos y la muerte de los atacantes.

## Estadísticas
De acuerdo al Anuario Pontificio 2020 la arquidiócesis tenía a fines de 2019 un total de 161 417 fieles bautizados.
| Año                                                                             | Población            | Población  | Población      | Sacerdotes | Sacerdotes    | Sacerdotes    | Bautizados por sacerdote | Diáconos permanentes | Religiosos | Religiosos | Parroquias |
| Año                                                                             | Bautizados católicos | Total      | % de católicos | Total      | Clero secular | Clero regular | Bautizados por sacerdote | Diáconos permanentes | Varones    | Mujeres    | Parroquias |
| ------------------------------------------------------------------------------- | -------------------- | ---------- | -------------- | ---------- | ------------- | ------------- | ------------------------ | -------------------- | ---------- | ---------- | ---------- |
| 1950                                                                            | 7817                 | 3 600 000  | 0.2            | 28         |               | 28            | 279                      |                      | 7          | 68         |            |
| 1970                                                                            | 50 908               | 6 000      | 0.8            | 105        | 54            | 51            | 484                      |                      | 71         | 121        | 6          |
| 1980                                                                            | 82 768               | 7 251 000  | 1.1            | 40         | 11            | 29            | 2069                     |                      | 73         | 79         | 31         |
| 1990                                                                            | 139 022              | 9 550 932  | 1.5            | 48         | 35            | 13            | 2896                     |                      | 69         | 90         | 35         |
| 1999                                                                            | 167 112              | 9 511 436  | 1.8            | 76         | 62            | 14            | 2198                     |                      | 86         | 111        | 9          |
| 2000                                                                            | 167 366              | 10 855 774 | 1.5            | 71         | 61            | 10            | 2357                     |                      | 84         | 108        | 9          |
| 2001                                                                            | 181 655              | 9 549 503  | 1.9            | 74         | 67            | 7             | 2454                     |                      | 88         | 100        | 9          |
| 2002                                                                            | 174 847              | 9 549 503  | 1.8            | 76         | 69            | 7             | 2300                     |                      | 119        | 94         | 9          |
| 2003                                                                            | 178 032              | 9 615 543  | 1.9            | 79         | 70            | 9             | 2253                     |                      | 91         | 96         | 39         |
| 2004                                                                            | 178 592              | 11 519 628 | 1.6            | 81         | 71            | 10            | 2204                     |                      | 118        | 105        | 42         |
| 2013                                                                            | 160 176              | 11 617 000 | 1.4            | 101        | 87            | 14            | 1585                     |                      | 131        | 104        | 44         |
| 2016                                                                            | 155 521              | 13 650 891 | 1.1            | 106        | 89            | 17            | 1467                     |                      | 140        | 126        | 46         |
| 2019                                                                            | 161 417              | 13 847 670 | 1.2            | 112        | 95            | 17            | 1441                     |                      | 141        | 139        | 48         |
| Fuente: Catholic-Hierarchy, que a su vez toma los datos del Anuario Pontificio. |                      |            |                |            |               |               |                          |                      |            |            |            |

## Episcopologio
- Gerardo Martino Uberto Martens, C.I.C.M. † (11 de junio de 1937-1948 falleció)
- Nicolas Martinus Schneiders, C.I.C.M. † (10 de junio de 1948-7 de agosto de 1973 renunció)
- Theodorus Lumanauw † (7 de agosto de 1973-18 de mayo de 1981 falleció)
  - Sede vacante (1981-1988)
- Franciscus van Roessel, C.I.C.M. † (18 de enero de 1988-21 de mayo de 1994 retirado)
- Johannes Liku Ada', desde el 11 de noviembre de 1994